# へるめす (フェリー)
へるめす(HERMES)は、東日本フェリーが運航していたフェリー。船名はギリシャ神話の青年神ヘルメースに由来する。

## 概要
三菱重工業下関造船所で建造され、1990年に岩内 - 直江津 - 室蘭航路に就航した。当初は岩内 - 直江津を週2往復、室蘭 - 直江津を週1往復で運航。
1992年に同型船「はあきゆり」の岩内 - 直江津航路投入に伴い主に室蘭 - 直江津航路のみで週3往復の運航となる。
1998年、九越フェリー「れいんぼうべる」「れいんぼうらぶ」の直江津 - 室蘭航路乗り入れによる博多 - 直江津 - 室蘭間の一貫輸送の開始に伴い岩内 - 直江津航路に転属し、3代目ばるなの同航路就航に伴い引退。
引退後は海外売船され、ギリシャのアネック・ラインズのS.Venizelosとなったが、Sofoklis Vと変更されてパトラ - イグメニッツア - コルフ - トリエステ航路に就航した。2005年、イタリア側の発着地をトリエステからベニスに変更。2007年、パトラ - アンコーナ航路に就航した。
2012年、はあきゆりとともに、韓国のチェジュ・クルーズライン（Jeju Cruise Line）へ売却されELIZABETH Lと改名、上海 - 済州島 - 門司航路への投入が予定されていたが、就航することなく韓国で1年間係船された後、2013年にアネック・ラインズに復帰して、船名もSophocles Vに戻された。2014年の夏季はアルジェリア・フェリーズに傭船され、オラン - アリカンテ航路に就航した。
2014年10月にナティクシスに売却されたが、アネック・ラインズが傭船した上で、2015年7月からKYDONとしてKRITI I（元ニューすずらん）にかわってピレウス - ハニア航路に就航している。
2017年5月にはプエルトリコのフェリーズ・デル・カリブ（Ferries Del Caribe）へ用船され、サンファン（プエルトリコ） - サントドミンゴ（ドミニカ共和国）航路に就航。

## 設計
既存の長距離船舶「ばるな」「びくとり」の船形を基本として全長・全幅をやや拡大するかたちとし、煙突は船体中央に設け、ランプウェーを右舷前後と船尾に設けた。乗降口はD甲板に岩内港の人道橋用のものとE甲板に室蘭・直江津の地上用のもので2箇所に設けた。サイドスラスターはタグボートの無い岩内港での自力離着岸に対応すべく従来の2倍の推力として52トンに向上させた。

### 船内

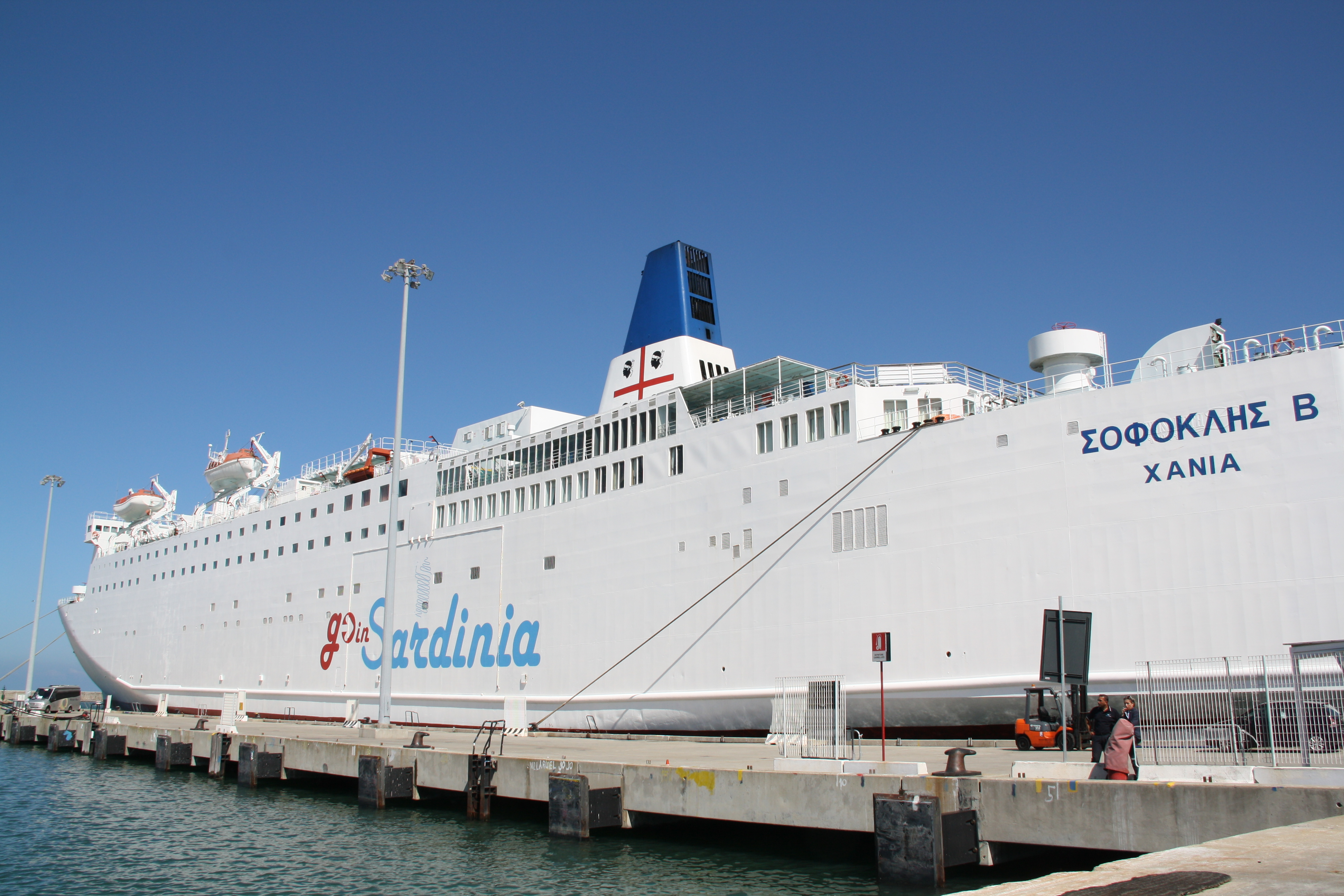
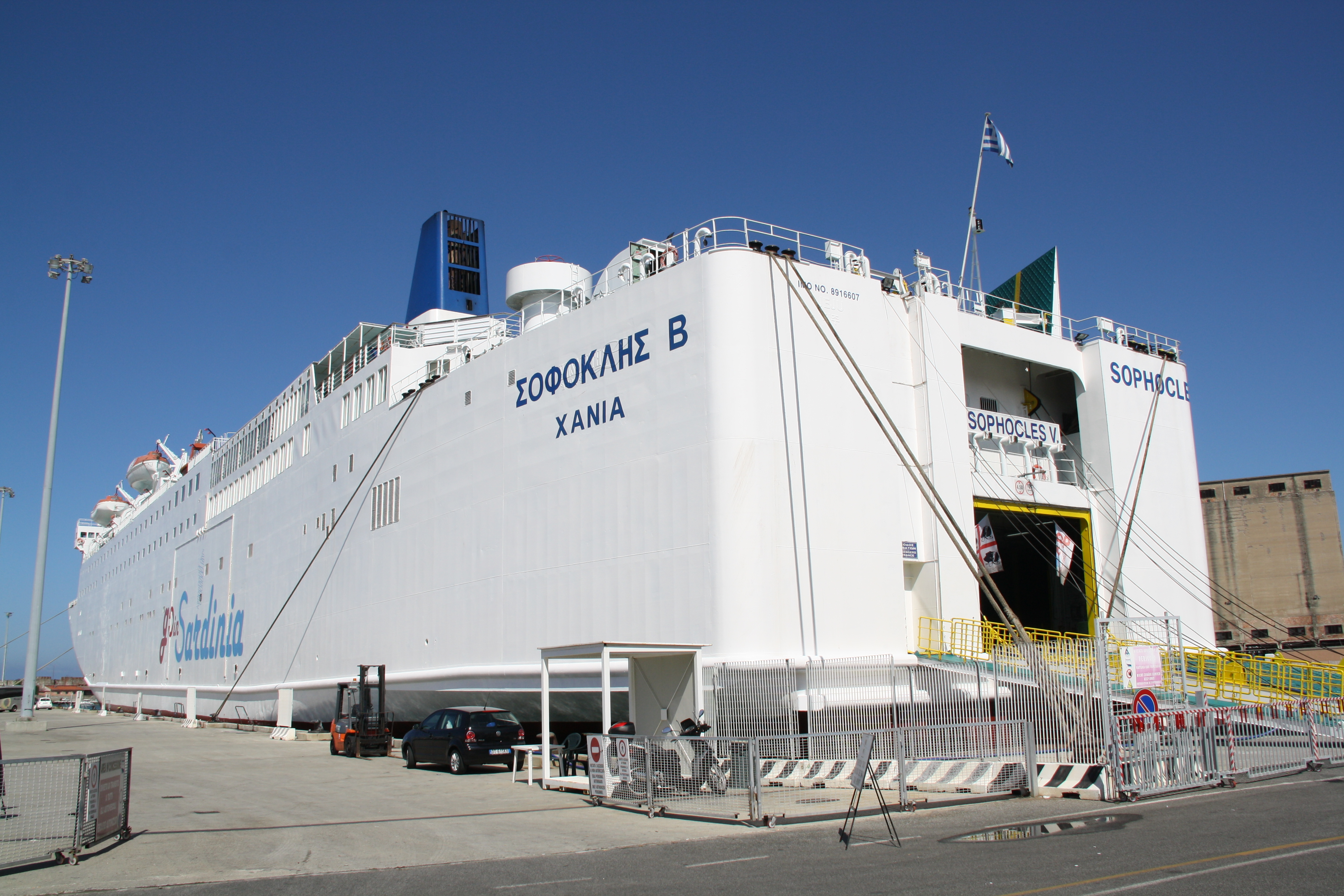
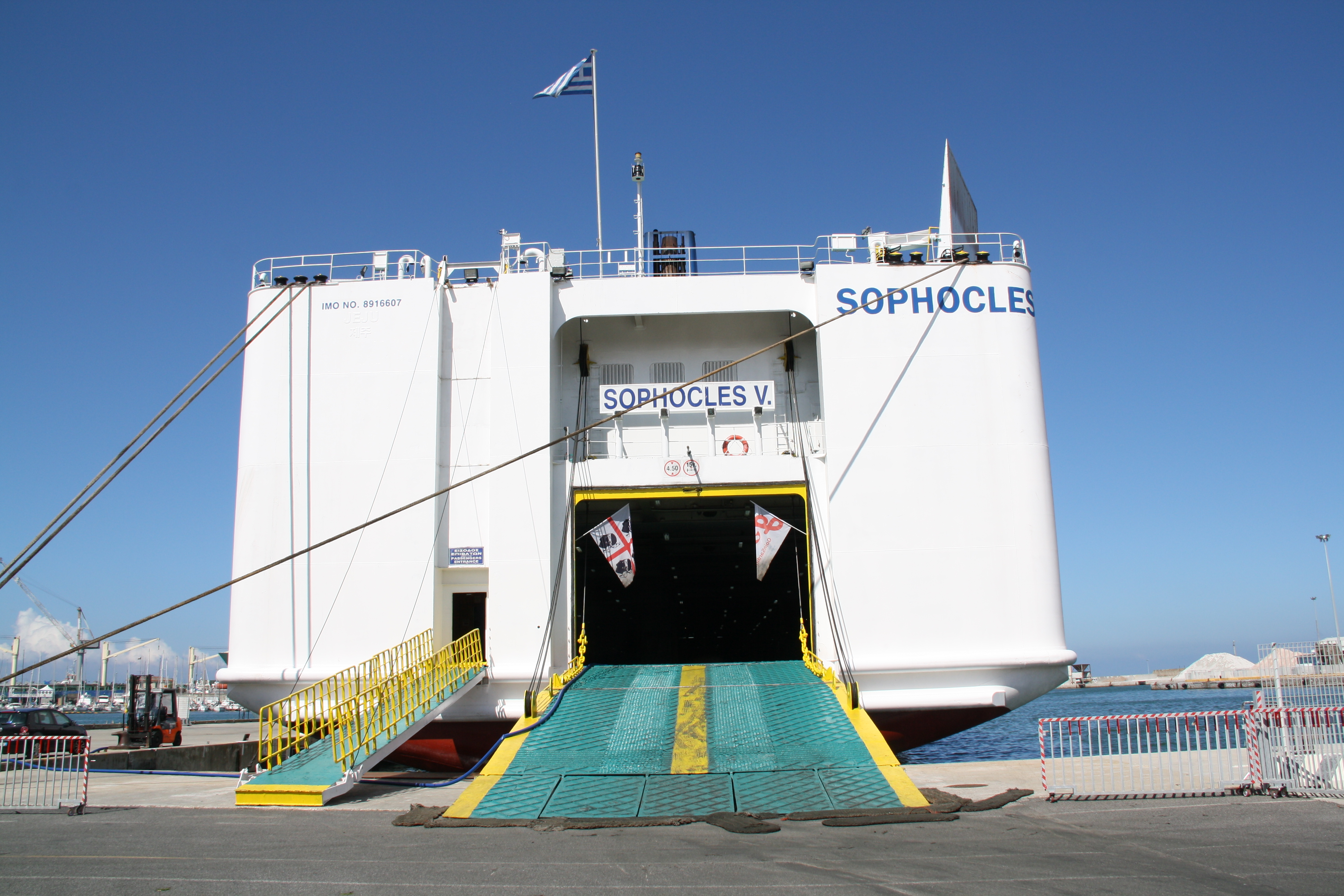
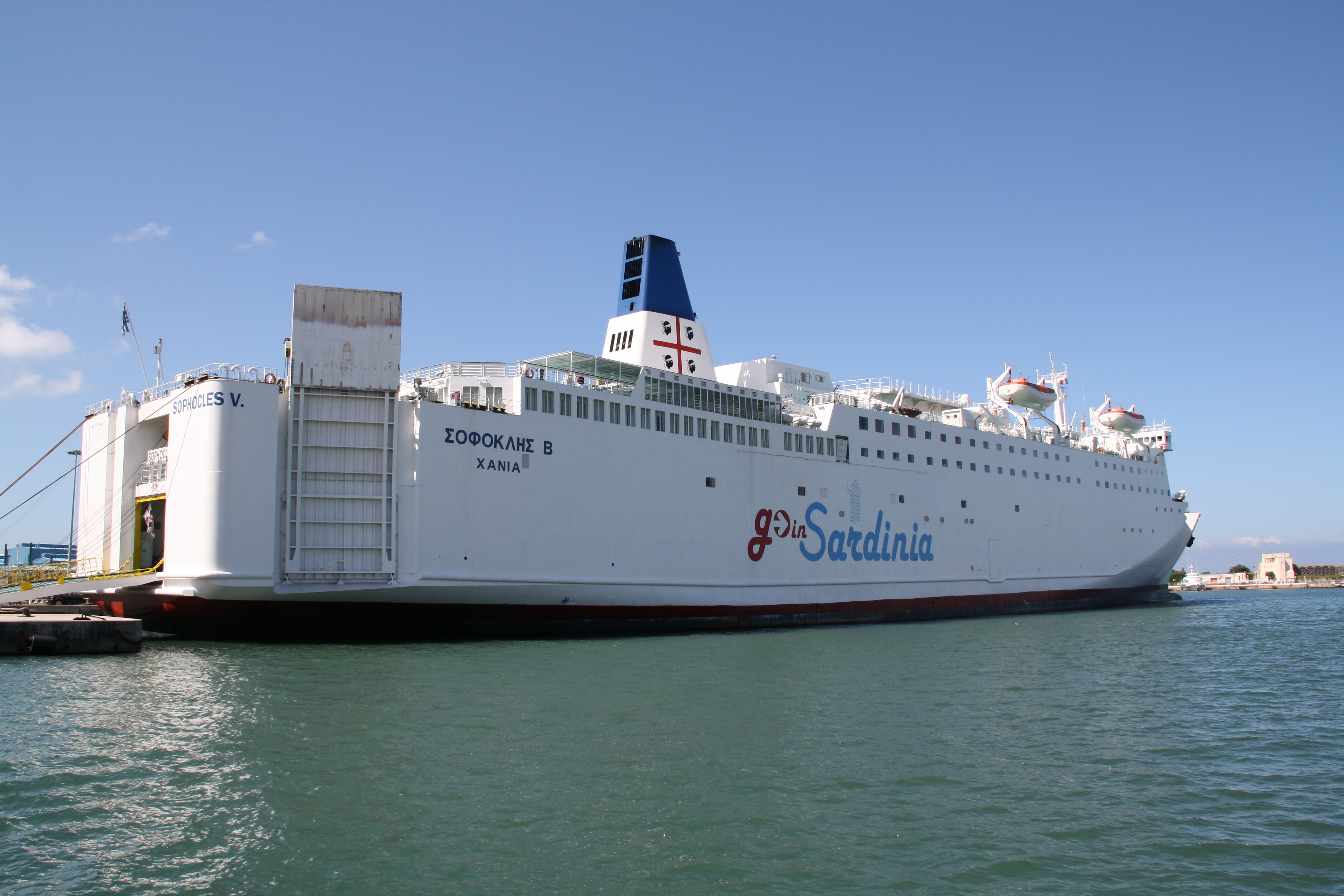
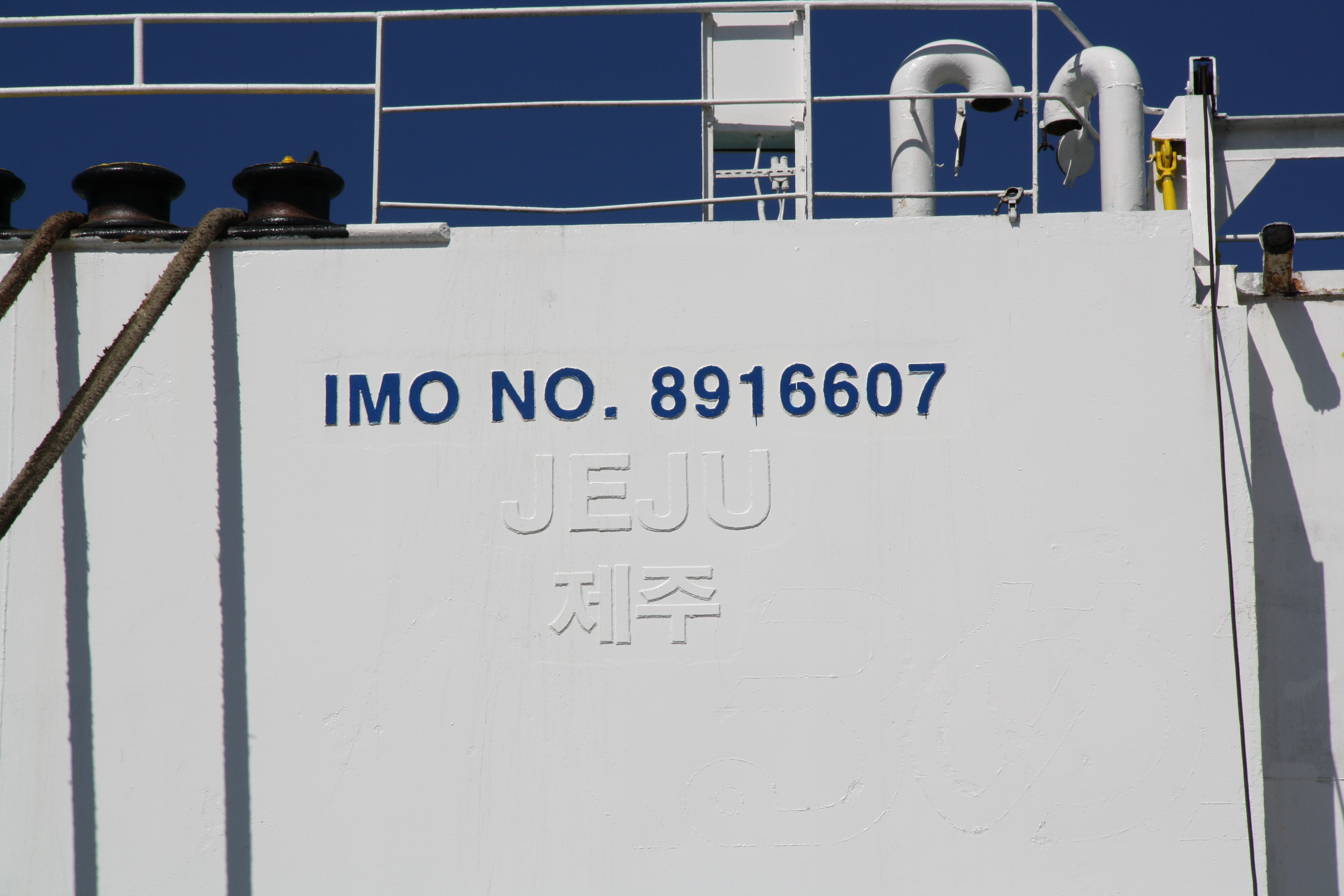
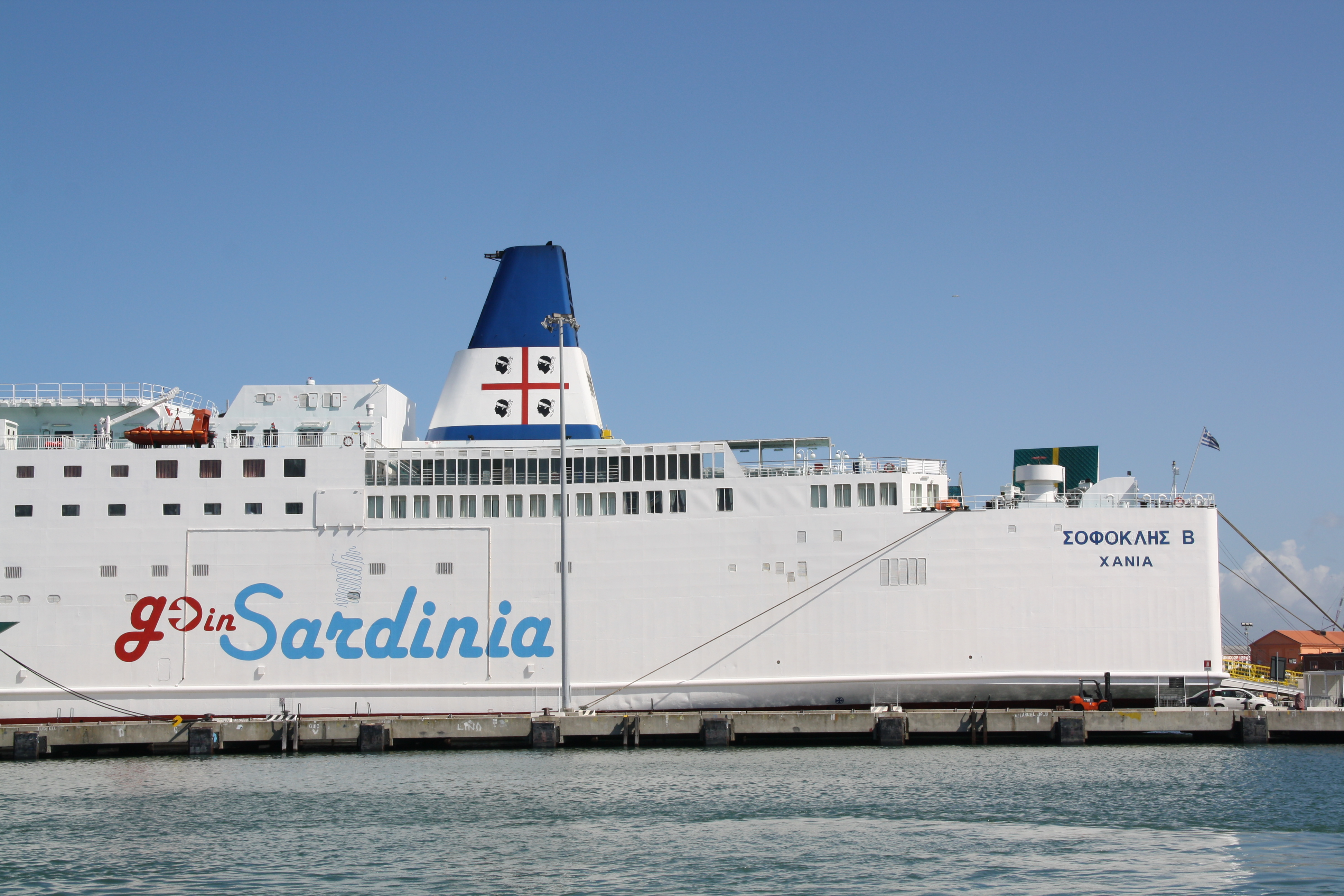

東日本フェリー時代のデータ。
Aデッキ
- レストラン
- 展望室
- バーコーナー

Bデッキ
- ミーティングルーム
- 談話室
- カードルーム
- ゲームコーナー
- 特等洋室（2名×28室・56名）
- 2等和室（5室・232名）

Cデッキ
- 案内所
- エントランスホール
- 売店
- マリンシアター
- 1等洋室（24室×4名・96名）
- 1等和洋室（20室×4名・80名）
- 1等和室（5室×4名・20名）
- 2等寝台（12名×14室・48名）
- ドライバールーム（2室・28名）
- ドライバー浴室

外見（Sophocles V時代）

## 事故・インシデント
埠頭衝突事故
2017年5月18日、ドミニカ共和国のサントドミンゴ港への接岸作業中にケーブルが破損し埠頭へ衝突。死傷者はなかったものの船体や埠頭、コンテナに損傷を及ぼした。